# Орск
Орск (на руски: Орск) е град в Русия, Оренбургска област. Населението му е 230 414 души през 2017 година.

## История
Градът е основан през 1735 г. на левия бряг на река Урал, като крепост за защита от номадските племена. Тук в Орската крепост на заточение е пратен големият поет и художник Тарас Шевченко през 1847-1848.
Селището придобива статут на град през 1865 г. и започва да се разраства. Сериозно развитие градът получава след откриването на ценни минерални суровини в района и построяването на преработвателни предприятия през 1930-те години. В града е пуснат трамваен транспорт през 1948 г.

## География
Разположен е в южната част на Уралската планина, при устието на река Ор в река Урал.
Градът се дели на 2 части от река Урал: европейска (Нов град) и азиатска (Стар град).
В състава на Орск влизат следните 3 района:
- Ленински район (Ленинский)  Архив на оригинала от 2007-10-16 в Wayback Machine.
- Октомврийски район (Октябрьский)  Архив на оригинала от 2007-08-27 в Wayback Machine.
- Съветски район (Советский)  Архив на оригинала от 2007-10-16 в Wayback Machine.

## Икономика
Цветната металургия е основният отрасъл в икономиката на града. В рамките на града се намира и едно от най-големите находища на яспис в Русия.

## Спорт
Хокеен клуб „Южен Урал“ понастоящем играе във Висшата хокейна лига (втора дивизия).